# Ігнатенко Людмила Сергіївна
Людмила Сергіївна Ігнáтенко (25 жовтня 1942, Київ, УРСР — 17 травня 2025, Київ, Україна) — українська та радянська акторка театру та кіно, заслужена артистка УРСР (1978), член Національної спілки театральних діячів України.

## Життєпис
Народилася 25 жовтня 1942 року в Києві. У 1963 році закінчила драматичну студію при Київському українському драматичному театрі ім. Івана Франка (клас Дмитра Мілютенко та Аркадія Гашинського), де відтоді й працювала.
З 1961 року працювала ведучою радіопередач на Українському радіо та телебаченні, озвучувала мультфільми, знімалася у кіно.
З 1965 по 1966 рік працювала у Державному російському драматичному театрі в Таллінні (Естонська РСР).
З 1970 року до кінця життя працювала акторкою у Київському академічному театрі юного глядача на Липках.
Померла 17 травня 2025 року у Києві на 83-му році життя після тривалої хвороби. Прощання відбулося 19 травня 2025 року в Київському академічному театрі юного глядача на Липках.

## Ролі в театрі
- «Острів моєї мрії» — Зоя
- «Котовасія» — Чижик
- «Пророк» — Катя
- «Весняна мадонна» — Дуня
- «Різдвяна ніч» за Миколою Гоголем — Цариця Катерина II
- «Мій любий малюк» — Малюк
- «Я доганяю літо» — Смільгютіс
- «Пеппі Довгапанчоха» — Пеппі
- «Метаморфози» — Місіс Фіт, Аліса
- «Без вини винні» — Галчиха

## Фільмографія
- 1970 — Некмітливий горобець — озвучка, дубляж
- 1973 — Була у слона мрія — озвучка
- 1974 — Ниточка і кошеня — озвучка
- 1975 — Історія з одиницею — озвучка
- 1976 — Казка про жадібність — озвучка
- 1981 — Сонячний коровай — озвучка
- 2013 — Метелики (мінісеріал) — Баба Роза

## Нагороди
- 1978 — Заслужена артистка УРСР
- 2009 — Орден княгині Ольги (III ступеня)[5].